# Cladorhiza nobilis
Cladorhiza nobilis är en svampdjursart som beskrevs av Robert Fredric Fredrik Fristedt 1887. Cladorhiza nobilis ingår i släktet Cladorhiza och familjen Cladorhizidae. Inga underarter finns listade i Catalogue of Life.